# スタジオ (写真撮影)
本項目では、スタジオのうち、もっぱらスチル写真（静止写真）の撮影用に使われるものについて説明する。

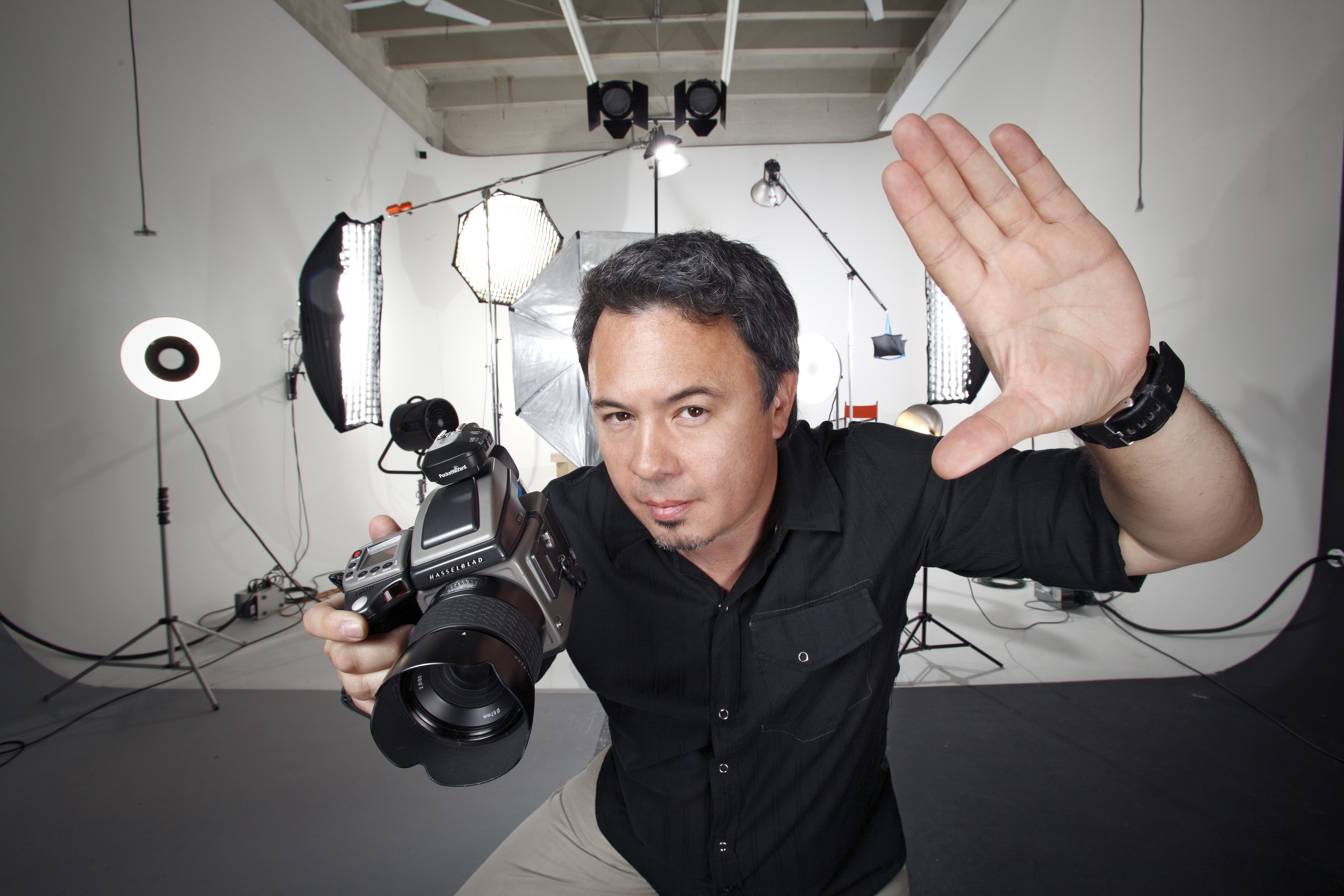
アルゼンチンの写真家キケ・サン・マルティンのスタジオ

## 営業形態
スタジオには大別して2種類ある。ひとつは写真館が保有し、主として人物写真を撮影するスタイルのものである。もうひとつは、レンタルスタジオ会社が保有し、レンタルスタジオとして貸し出すものである。
他に企業が取扱商品の記録、宣伝のため所有している自社スタジオ、広告や雑誌の写真撮影を生業とするフォトグラファーが自身の仕事のために所有するスタジオ、数人程度のフォトグラファー（撮影者）を擁し広告や雑誌の写真撮影を請け負う企業が所有するスタジオ（この場合会社そのものをスタジオと呼ぶことが多い）。あまり商業的でない物として、芸術家としてのフォトグラファーが個人的に所有するもの、フォトグラファーでないと自認する個人が趣味のために所有しているものなどがある。

### 写真館スタジオ
町の写真館が保有するスタジオであり、たいていは写真館の経営者でもあるフォトグラファー（過去には写真師と呼ばれた）が客の記念写真・証明書写真などを撮影するスタイルのものである（写真館が、専属のフォトグラファーを雇っている場合やフリーランスのフォトグラファーを一時的に使うことも多い）。歴史は古く全国に存在する。業種としては営業写真館と称することが多い。「写場」＝しゃじょう（フォト・スタジオの意）と呼ばれることがある。
一般に、客（被写体自身あるいはその家族・関係者）が写真館に来場し、写真撮影を依頼し、撮影が行われる。撮影に必要なカメラや照明用の機材はもとより衣装、小道具、背景（模様や風景などが描かれた布バックやホリゾントなど）が整えられている。それらの機材は、写真館のフォトグラファーあるいは写真館の経営スタッフによって選ばれている。また、撮影機材や店舗の内装までが（機材メーカーや問屋あるいは専業の）企業によってコーディネートされた業態もある。
料金は、写真撮影料や焼き増し代として支払われる。写真の著作権は、写真館に属する（依頼者がネガなどを買い取ることは可能だが、その場合にはそれなりに高額の支払いが必要になる）。これは写真館という業態が伝統的に撮影後の加工「修整」「スポッティング」まで含めた写真の作品性を商品とし、その「焼き増し」でも利益を得ていたことからきている（例えば集合写真なら写っている人数分注文がある場合が多かった）。
写真館は専業の現像所より古くから存在したため、現像の施設を含んでいてその技術を持っていることが写真師（フォトグラファー）の条件であった。近年はフィルムが大量生産され写真館向け現像所などの存在によりほとんどの写真館が現像の工程を自家でしなくなっていた。しかし現在はデジタル化により全ての工程を自家でするという元の姿に戻っている所も増えている。

### レンタルスタジオ
規模はさまざまである。小規模のものは、小さな商品撮影などを行うために用いられるもので、数坪程度からある。大規模なものは、自動車など大きなものの撮影を行うために用いられるもので、数百坪程度のサイズまである。人物撮影などにも使われる。
かつての営業形態は「単に場所を貸すだけ」が基本であったが、1980年代以降エレクトロニックフラッシュ（いわゆるストロボ）やライトなどの照明機材もレンタル品目にある。利用に関しては別途費用が発生する。また、フォトグラファー（カメラマン）やカメラアシスタント（撮影助手）の人選・派遣を依頼することができる場合もあり、その場合は別途人件費が発生する。スタジオの破損防止・安全管理などの為にスタジオ側のスタジオアシスタント（スタジオスタッフ等と呼ばれる）が付くことが一般的で、そのアシスタントの人件費はスタジオのレンタル料金に含まれているか否かは各社の規定によって異なるので事前の確認が必要となる。
レンタルスタジオは大別して白ホリゾントスタジオとハウススタジオがある。白ホリゾントスタジオは一般的には完全に遮光され、正面の壁と床が白く塗装されておりその接合面は直角ではなく緩やかなアールで繋がっており、床と壁の境目が分からないようになっている。
またハウススタジオは特定の条件に特化しており、たとえば「洋館」「高級な住宅」「外光（自然光）が使える」「（料理撮影のために）キッチンが充実している」など。そのようなシチュエーションを求める撮影はそれなりに定量的にあるため、「お金がかかるセット組みをしなくても要求する条件の写真が撮影できる」「求める条件を満たすための特殊で高価な機材を用意しなくても撮影できる」「資材の手配が省略できる」という利点がある。このような特定のロケーションに特化したスタジオの場合は、汎用性は求められない。これらはハウススタジオ、キッチンスタジオなどと呼ばれる。
最近ではアマチュア参加の撮影会が増えたことにより、室内に簡易的なセットを設けて多くのシチュエーションを演出するスタジオも多い。
レンタルスタジオは、一般に「時間単価」あるいは「1日単価」で貸し出される。撮影された写真の著作者人格権は、実際に撮影をしたフォトグラファーに属す。一般に著作権はスタジオを借りた側（発注者＝クライアント）に属するか、実際に撮影をしたフォトグラファーに属するか、あるいはアートディレクターに属するかは、契約による。実際には契約書が交わされることは稀で、発注時の目的以外に使用する場合問題がある問題となっており出来上がりの写真に関する著作権訴訟がおきている。一部のハウススタジオ除くとスタジオに著作隣接権が発生する事はない。

## 設備
スタジオには、写真撮影に使用される機材・資材類が用意されている。写真館スタジオの場合は、撮影料にその使用料が含まれている。レンタルスタジオの場合は、機材・資材を有料でレンタルすることができる。
スタジオに備えられている設備は、以下のものである。

### 給電設備
スタジオには照明機材などに使う電力を供給するための給電設備が備えられている。ハウススタジオなどの場合、通常の住宅同様の給電設備としている事が多い。その為、使用に際しては事前に電源容量の確認が必要である。近年では使う機会が減ったが、タングステンライトを備えているスタジオでは変圧器を設備していることが一般的である。変圧器を使用することにより色温度を調整したり、撮影の合間には電圧を下げてライトの電球を保護したりする。在庫がエレクトロニックフラッシュのみのスタジオであっても、個々のスタジオへは単相3線式配電で200Vの電圧を供給することができるようになっていることがある。200Vで給電することによりエレクトロニックフラッシュのチャージタイム（再発光までの間隔）を短くすることができる。近年ではメタルハライドランプなどの大容量の電力が必要な照明機材も存在しており、外部から照明機材を持ち込む際などはスタジオの電気容量に注意する必要がある。

### 照明機材
照明機材には、写真撮影専用の瞬間発光機材エレクトロニックフラッシュと、動画撮影などにも使える白熱電球を使った常点灯機材に分かれる。
常点灯機材の中には、いわゆるタングステン電球を利用し色温度が3400K程度のタングステンライト（現在では殆どのものがハロゲン電球になっている）、蛍光灯を利用し色温度5500K程度のキノフロ、電球を使用するが色温度が5500K～6000K程度のメタルハライドランプ（HMI）、着色ガラスで色温度を5500K程度のデイライトとしたタングステン・ランプ等がある。タングステン・ライトは古くから存在し、常点灯機材の中では最も知られているが、近年ではあまり使用することがなく、タングステン・ライトを使う為に必要な変圧器を設備していないスタジオも多い。キノフロやメタルハライドランプはもともと動画撮影用の機材であり日本へはハリウッドから入ってきたものである。映像・映画撮影の分野ではよく使われる機材であるが、写真の撮影の場合、光量が少ない上に、灯具が大きく大重量で取り回しがしにくいことからエレクトロニックフラッシュほどには使われることはない。
広いスタジオで被写体に十分に光をまわすためにはかなりの大光量の機材が多数必要である。それらの機材は重量がかさみ移動するのが大変なうえに高価なものでもあり、一般に撮影に必要な機材のレンタル料はスタジオ使用料と一緒に必要経費としてクライアントに請求できる事が多いのでフォトグラファーが個人で持っていない事も多い。そのため、写真スタジオはスタジオの広さに従った必要十分な設備を保有し、スタジオ内での使用の為に貸し出していることが多い。またこれらの機材のレンタルを請け負う外部の業者も存在し、直接またはスタジオを通して利用することができる。照明機材を持ち込む際には、事前にスタジオへの申告が必要となる。また、電気容量に注意する必要がある。メタルハライドランプ（HMI）などは消費電力が大きく、12kw・18kwなどのものではスタジオが対応できない場合がある。特にハウススタジオなどはベースが一般住宅であることがあり注意が必要である。

### 照明周辺機材
照明器具を吊下げたり、立てたりするためのスタンドや照明光を拡散するためのディフューザー（トレーシングペーパー等）などが在庫されている。これらは天井に吊下げられていて、電動または手動で昇降・移動できるようになっている場合もある。スタンドは照明器具の保持以外にも余分な光をカットするハレ切りや撮影の対象物などを保持することに使われることも多い。
写真館では多くの場合照明器具は天井から吊下げられ足元にケーブルやスタンドがないよう工夫されている。ハレ切りはレンズフードを使うことが多く特に蛇腹フードが好まれる。
各種のスタンド、グリップ機材ほか有償で貸し出しとなっている。

### ホリゾント
単純にホリゾントといった場合、白く塗られている床のことを指すことが多い。この場合、ホリゾントをバックに撮影した際に、角に影がささないように壁と床との境界が、断面が半径1～2m程度の四分円状となっている。1面がこのようになっているホリゾントを1面Rホリゾントと呼び、左右も含めた3面Rホリゾントなども存在する。ホリゾントの部分は非常に汚れや傷が付きやすく、モデル以外の人間が土足で立ち入る事は作業に支障を来たす。
またモデルであっても足許が写らないケースであれば、下にシートやトレーシングペーパーなどを敷いて保護した上で使用する。このように使用したとしても汚れや傷がつくことは防げず、定期的に塗料を塗る「ホリ塗り」や、パテで穴を塞いだ上でヤスリやグラインダー等で研磨、塗料の塗布を行うホリ削りなどの作業が必要になる。そのような定期的なメンテナンス以外の場合、前の撮影で使用したままの状態で貸し出すことが一般的であり、真っ白なホリゾントが必要な場合は「ホリ塗り」を依頼することになる。その場合、塗装にかかる費用は依頼者側が負担する。
ホリゾントの塗装に使われる塗料は単に白いものではなく特注のものであることが多い。これは蛍光塗料を含まず、写真撮影を行う際に青白く写ることを防ぐためである。ちょうどブラックライトの下で白いTシャツが青白く光るのと同じことを防いでいる。それほど多くはないが黒やクロマキー合成のためにグリーンやブルーの塗装を請け負うスタジオも存在する。その場合の費用は白塗装と比べ非常に高額となるので事前にスタジオ会社と協議する必要がある。
写真館でホリゾントを使用することは少なかったが最近は増えている。

### バック紙・布バック
レンタルスタジオでは、色や質感が異なるものが多数用意されている場合がある。これらは、被写体のバック（背景）に使われるものであるため、スタジオの広さに従ったかなり大きなサイズのものが必要になる場合があり、ある程度はスタジオに備え付けられているのが通例である。バック紙の幅は2.72mと3.56mの物が多い。またバック紙はよく使われる銘柄の名前をとって「サベージ」「セットペーパー」や「スーペ（スーペリア）」と呼ばれることもある。もちろん、撮影する側が持ち込むこともできるが、プレーンで一般的な背景でいい場合はスタジオで在庫しているものを使用する事が多い。特殊な柄の布を使う場合は専門のレンタル業者が存在し、レンタルすることができる。
傷をつけないことを条件として使うケースと、傷がつくのを前提に買い取り前提で使う場合とがある。背景から床にかけてたらして滑らかな背景とする場合には、ホリゾントの上にものを置いたり人が歩いたりするため、床に敷く部分については買いきりで使うことになる。
写真館では、布に特殊な塗装を施し模様を描いた「布バック」が一般的。被写体の晴れ着などを引き立てるよう地味なグレー、ブラウン、モスグリーンの地にアーチ、森の木立、螺旋階段などをエアブラシ等でソフトに描いた物、または雲の様な模様を描いた「むらバック」と呼ばれる物などが多い。この種の布バックは重く巻心がたわむと塗装にひびが入ってしまうため直径１５センチ位の金属のパイプに巻き付け、吊るしてある。丈夫で塗直しもできるので耐用年数は長く親子二世代に渡って使用していることも珍しくない。最近は明るい色合いの「むらバック」や単色のバック紙も用いられ、あらかじめ背景用に施工された壁面をそのままバックとするケースも増えている。

### 撮影小物類
商品撮影などに使う台（デコラやアクリルの板や背景と床をなめらかにつないだアール台など）、掃除用のほうきやエアスプレー類なども備えられていることが多い。

## 撮影機材（カメラ）
レンタルスタジオでの撮影時、基本的に撮影を行うフォトグラファーが所有・管理する撮影機材（カメラ）を使うが、スタジオ会社でも機材トラブルなどの対応の為にある程度基本的な撮影機材をレンタル用に確保してある事もある。また、特殊な撮影機材を保有しており、スタジオ内で使うことを前提として貸し出すというサービスを行っている場合もある。近年ではカメラバックタイプのデジタルカメラや、そのデーター取り込み用のコンピューター（主にマッキントッシュ）もスタジオでレンタル品を用意している場合が多い。
写真館では基本的に撮影を行うフォトグラファーとオーナーが同じ場合が多いため写真館の備品である場合が多い。が、雇われたフォトグラファーが所有のカメラを使うことも珍しくない。特徴として、二台のカメラを並べてセットしておき、同じカットを両方で撮影し一方のみを現像する事で撮影の際と現像の際に発生するリスクを低減する撮影法が行われる。むろんデジタル特有（データの消失、破損やシステム障害など）のリスクを低減するためにも有効である。

## 他用途転用
写真スタジオは、小規模なビデオ撮影などに使うことも可能である。その場合は、ビデオ機材の制御システムやモニタなども含めて持ち込む必要がある。専用のビデオスタジオよりは安価に使えるため、低予算のビデオでは写真スタジオで撮影する場合も珍しくはない。この場合、隣接するスタジオからの騒音やスタジオ特有の反響を防ぐための防音設備が整っていないため、サウンドの面では専用のビデオスタジオに劣る場合がある。

## Gallery

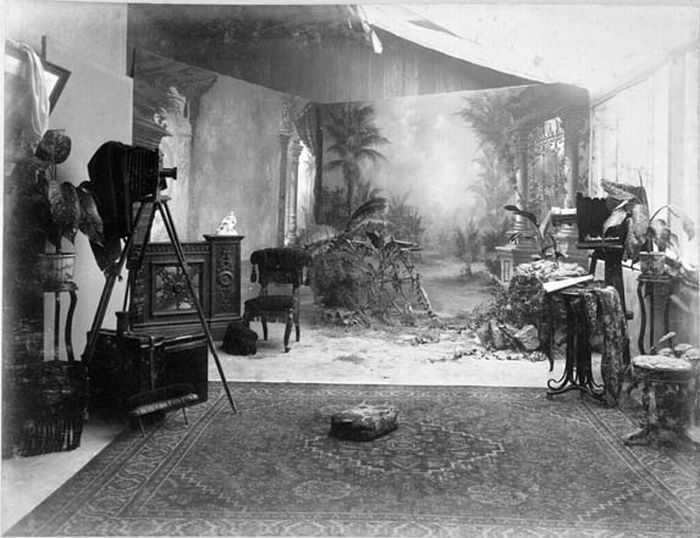
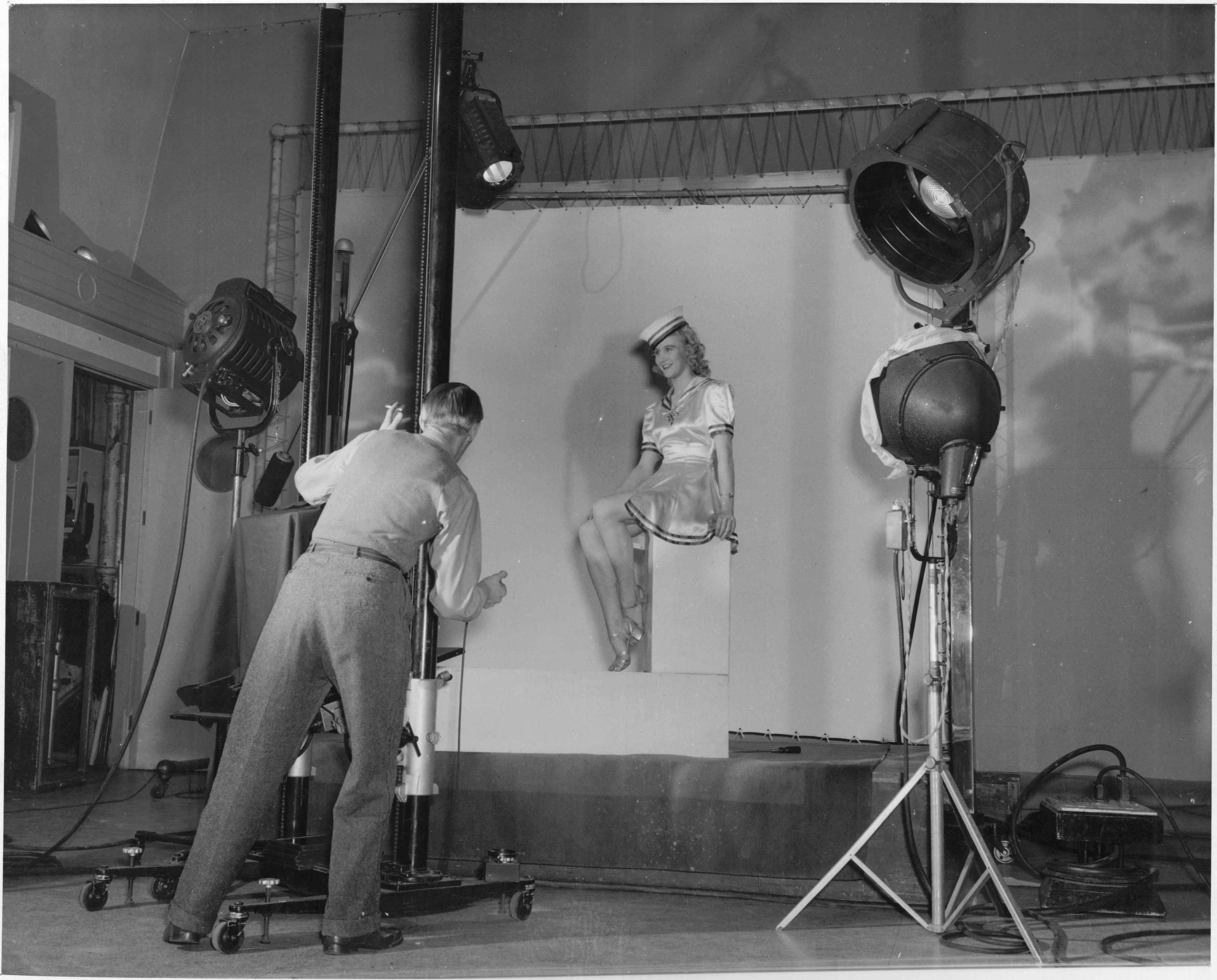
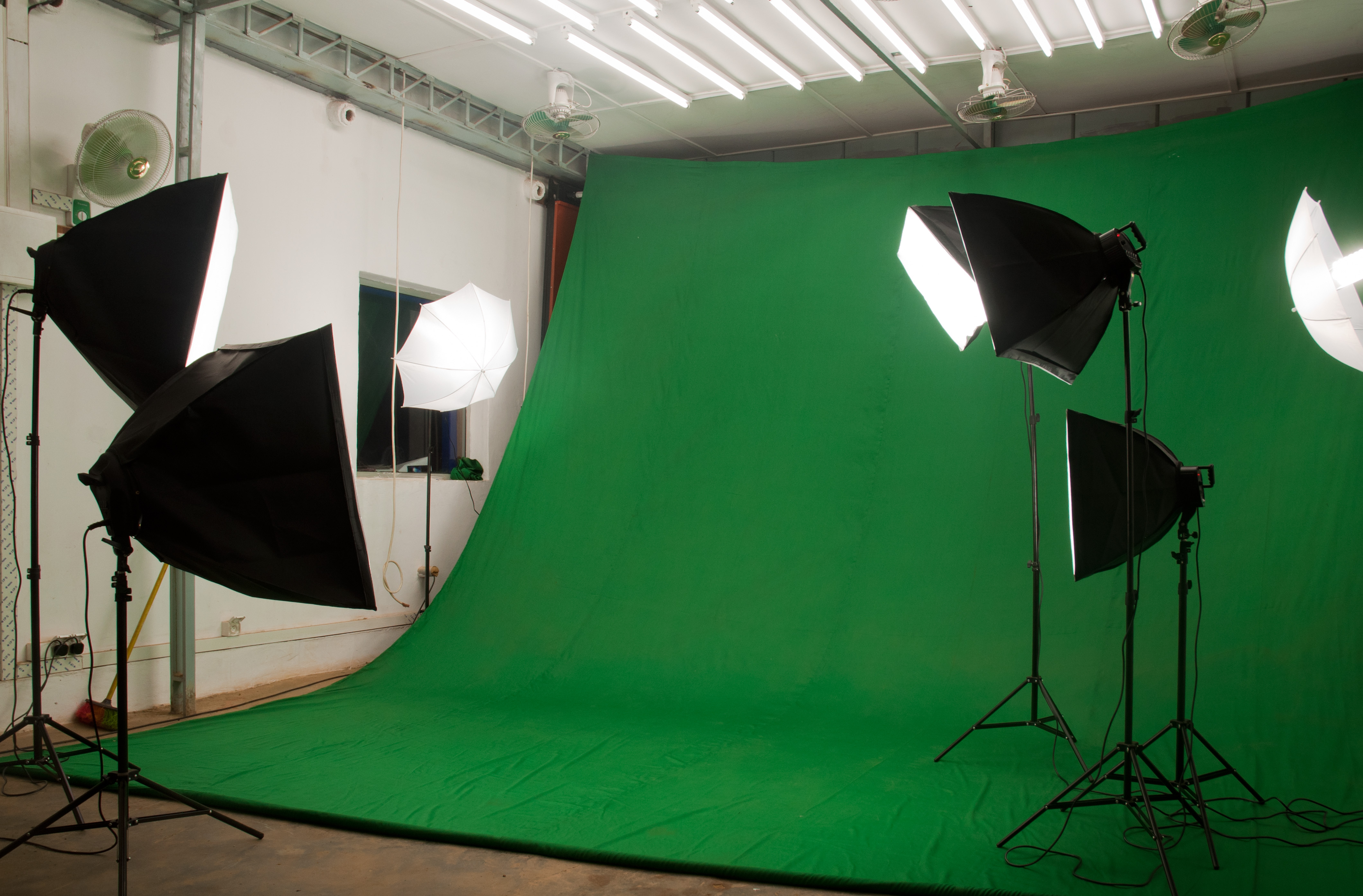
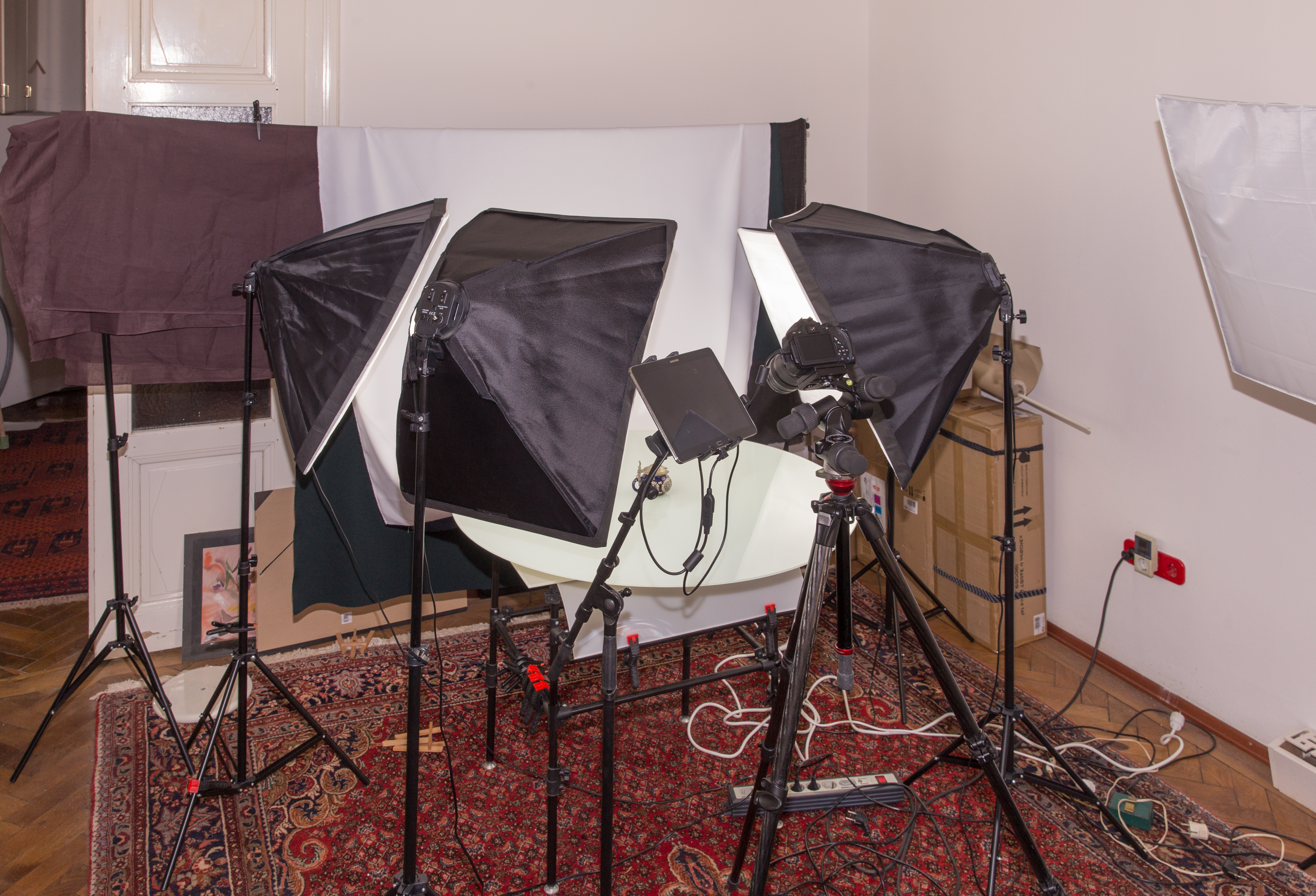